# Victor Hessens
Victor Hessens (Gent, 19 april 1869 - Heverlee, 9 september 1957) was een Belgisch syndicalist en politicus voor de BWP.

## Levensloop
Begin jaren 1880 werd Hessens lezer van Vooruit en De Werker. In 1885 werd hij lid van de socialistische Lotelingenkring van Gent en in 1887 werd hij lid van de sigarenmakersbond. In 1889 werd hij bestuurslid van deze bond en nog een jaar later was hij er de secretaris van (tot 1897). 
Hessens vertegenwoordigde de Belgische sigarenmakers op drie internationale congressen (Londen, Amsterdam en Parijs) Hij hielp mee sigarenmakersvakbonden op te richten in Sint-Niklaas en Geraardsbergen. 
In 1897 verhuisde hij naar Leuven, waar hij in 1900 betrokken raakte bij een algemene staking van sigarenmakers en zelfs veroordelingen opliep. In 1905 werd hij kroegbaas in het Tiense volkshuis. Hij richtte in 1907 mee de ziekenkas Edmond Van Beveren op en was hetzelfde jaar betrokken bij de oprichting van een lokale metaalbewerkersbond, waarvan hij bode en penningmeester werd. In 1912 vond een eerste ruzie plaats binnen de Tiense socialistische bond en Hessens werd afgedankt als uitbater van het Volkshuis. 
In 1919 werd Hessens verkozen tot volksvertegenwoordiger voor het arrondissement Leuven en hij vervulde dit mandaat tot in 1932. In 1921 werd hij lid van de Tiense gemeenteraad en later van de Commissie voor Openbare Onderstand. In 1932 was hij gedwongen al zijn mandaten op te geven als gevolg van strubbelingen binnen de lokale partij.
Hij was toen nog secretaris van de Tiense mijnwerkersvakbond en lid van het bestuur van de arrondissementsfederatie van de BWP.